# Кобальтовые удобрения
Кобальтовые удобрения — один из видов микроудобрений, содержащий в качестве микроэлемента Со; минеральные вещества и отходы промышленности, содержащие кобальт в виде водорастворимых солей (сульфатов и хлоридов). Кобальт в обмене веществ, способствует фиксации атмосферного азота, ускоряет рост, развитие и повышает продуктивность сельскохозяйственных культур. При недостатке в почве усвояемого кобальта (менее 2,0 −2,5 мг/кг) его количество в растениях составляет менее 0,07 мг/кг. Недостаточное содержание в них Со ухудшает качество кормов, что приводит к нарушениям кроветворения и серьёзным заболеваниям (например, сухотке, акобальтозу, эндемическим заболеваниям) жвачных животных (суточная потребность в Со у дойных коров — 7-20 мг, у овец — около 1 мг).

## Использование
Кобальтовые удобрения используют в виде 0,05-0.1%-ного раствора сульфата или хлорида Со для некорневых подкормок растений и предпосевной обработки семян. Для внесения в почву перспективны удобрения: нитроаммофоска (17 % N, 17 % P2O5, 17 % К2O, 0,05 % Со), двойной суперфосфат (43-46 % Р2O5, 0,1 % Со) и др., в которые на стадии их приготовления вводят кобальт-содержащие добавки (отработанные катализаторы, шламы, шлаки и т. п.) либо CoSO4·7Н2O с последующим гранулированием полученных продуктов.

## Применение
Применяют кобальтовые удобрения на дерново-подзолистых и болотных почвах при возделывании бобовых, льна, конопли, сахарной свеклы, ячменя, озимой ржи и др. культур. Дозы внесения составляют (в пересчете на Со): в почву с макроудобрениями 0,2-1,0 кг/га, для некорневых подкормок 0,1-0,2 кг/га, для предпосевной обработки семян 0,05-0,15 кг/ц.